# Dây cát sâm
Dây cát sâm hay sâm nam, sâm trâu, sâm chào mào, sâm chèo mèo, mát to, sâm gạo, lăng yên to, mỹ lệ kê huyết đằng (美丽鸡血藤), ngưu đại lực đằng (牛大力藤) (danh pháp khoa học: Nanhaia speciosa) là một loài thực vật có hoa trong họ Đậu.

## Lịch sử phân loại
Loài này được George Bentham mô tả khoa học đầu tiên năm 1852 dưới danh pháp Millettia speciosa. Năm 1994, Anne M. Schot chuyển nó sang chi Callerya thành Callerya speciosa. Năm 2019, James A. Compton và Brian D. Schrire thiết lập chi mới Nanhaia và chuyển nó sang làm loài điển hình của chi này.

## Phân bố
Loài này có tại miền nam Trung Quốc (Hải Nam, nam Hồ Nam, Hồng Kông, Phúc Kiến, Quảng Đông, Quảng Tây, nam Quý Châu, Vân Nam) và miền bắc Việt Nam. Môi trường sống là những nơi thông thoáng, rừng thưa, ở cao độ 2.00-1.700 m.

## Mẫu định danh
Anne M. Schot đã chọn một mẫu vật lưu giữ tại Vườn Thực vật Hoàng gia tại Kew (K) là Champion 505 làm mẫu tuyển (lectotype) cho tên gọi Millettia speciosa Champ. ex Benth.. Tuy nhiên, đây rõ ràng là một lỗi, vì một mẫu vật khác với chú thích Millett 505 đã được trích dẫn trong mô tả loài gốc của Bentham và được chọn là mẫu (typus) trong chú thích của Stephen Troyte Dunn trên mẫu vật K000881029 lưu giữ tại Kew trước khi công bố chuyên khảo của ông về sửa đổi chi Millettia vào năm 1912. Tuy nhiên, trong chuyên khảo năm 1912 thì Dunn đã trích dẫn sai mẫu vật là Champion 505, 261 (type) chứ không phải Millett 505, và điều này có thể giải thích cho lỗi của Schot. Bài báo của Bentham về thực vật Hồng Kông dựa trên bộ sưu tập của thiếu tá John George Champion (1815–1854). Có hai mẫu vật tại Kew được Champion thu thập và trong phòng mẫu cây của Hooker là K000881027 và K000881028. Cả hai đều được chú thích là "Champion 261, Hồng Kông", nhưng những mẫu vật này không được Bentham trích dẫn cụ thể trong mô tả loài mà chỉ đơn thuần viết "trên núi Victoria" [On Victoria peak] và do đó chúng được coi là những mẫu vật chưa được trích dẫn tạo thành một phần của vật liệu gốc gắn liền với tên gọi (Điều 9.4 (a) ICN 2018). Bộ sưu tập của Charles Millett (1793-1870) số K000881029 được chú thích "505 Millettia grandiflora sp. n. fls white and yellow Hong Kong" và có thời gian là năm 1854 trong phòng mẫu cây của Bentham. Bộ sưu tập này đã được trích dẫn trong mô tả loài gốc của Bentham "Nó cũng có trong phòng mẫu cây của Hooker từ bộ sưu tập của Millett" [It is also in the Hookerian herbarium from Millett’s collection], và vì thế nó là một mẫu tương đồng (syntype) khi không có bất kỳ mẫu gốc (holotype) nào được trích dẫn (Điều 9.6 ICN 2018). Theo Điều 9.12 ICN thì một mẫu tương đồng (syntype) có ưu thế hơn bất kỳ mẫu chưa được trích dẫn nào khi lựa chọn mẫu tuyển (lectotype). Do đó, Millett 505 là mẫu tuyển (lectotype) bắt buộc.

## Mô tả
Dây leo, 1-3 m. Vỏ màu nâu. Cành có lông măng màu nâu, sau nhẵn nhụi. Lá 13 lá chét; trục cuống 15-25 cm, gồm cả cuống lá 3-4 cm; phiến lá chét thuôn dài-hình mác đến hình elip-hình mác, 4-8 × 2-3 cm, dạng giấy, mặt xa trục có lông tơ màu gỉ sắt, sau nhẵn nhụi, có màu nâu ánh đỏ khi khô, mặt gần trục nhẵn nhụi và bóng, nhưg có màu xám phấn khi khô, đáy thuôn tròn, mép hơi cuốn ngoài, đỉnh nhọn và với chóp ngắn. Cành hoa nách lá, thường ken đặc gần đỉnh cành để tạo ra các chùy hoa lớn, dài ~30 cm, có lông măng màu nâu. Cuống và đài hoa có lông măng. Hoa 2,5-3,5 cm, thơm. Tràng hoa màu trắng, kem hay hồng nhạt; cánh cờ hình tròn, nhẵn nhụi, với 2 thể chai ở đáy. Bầu nhụy có lông măng, nhiều noãn. Quả đậu thẳng, 10-15 × 1-2 cm, phẳng, lông măng màu nâu, đáy thon thành cuống quả ngắn, đỉnh có mỏ; các mảnh vỏ dạng gỗ. Hạt 4-6 mỗi quả, màu đen, hình trứng, ~10 × 8 mm. Ra hoa tháng 7-9, tạo quả tháng 8-10. Rễ giàu tinh bột và được sử dụng làm rượu thuốc bổ dưỡng.